# Garissa Airport
Garissa Airport är en flygplats i Kenya.   Den ligger i länet Garissa, i den centrala delen av landet, 300 km öster om huvudstaden Nairobi. Garissa Airport ligger 138 meter över havet.
Terrängen runt Garissa Airport är huvudsakligen platt. Garissa Airport ligger nere i en dal. Runt Garissa Airport är det glesbefolkat, med 10 invånare per kvadratkilometer. Närmaste större samhälle är Garissa, 1,1 km norr om Garissa Airport. Omgivningarna runt Garissa Airport är i huvudsak ett öppet busklandskap.